# أكا كينت
أكا كينت (بالإنجليزية: Aka - Kanet)‏ رب الثمار والحبوب في ميثولوجيا شعب أروكان (أمريكا الجنوبية).